# Región económica del Norte
La región económica del Norte (ruso: Се́верный экономи́ческий райо́н; tr.: Séverny ekonomícheski raión) es una de las doce regiones económicas de Rusia.
Los principales sectores económicos en la región son la minería, el hierro y la metalurgia, la tala de árboles y la producción de celulosa, papel y cartón, y la industria alimentaria (pesca). Dentro de la región existen dos yacimientos de mineral de hierro, que se utiliza en el complejo metalúrgico de Cherepovéts y para la exportación, principalmente a Finlandia. En la zona de las montañas Khibiny encontramos yacimientos de fosfatos y apatita.
La agricultura consiste principalmente en carne y explotaciones lecheras, cerdos y la cría de rebaños de renos en el norte. Las especies agrícolas son especialmente patatas, frutas, forraje y lino. El suministro de electricidad en la parte oriental de la región no es suficiente, lo que hace que esa área sea un importador neto de energía. En la parte occidental hay una central nuclear (Kola NNP). 
Tiene una superficie de 1.466.300 km², con una población de 5.861.000 hab. (densidad 4 hab./km²), de los cuales el 76% es población urbana.

## Composición
- Óblast de Arjánguelsk
- República de Carelia
- República Komi
- Óblast de Múrmansk
- Ókrug autónomo de Nenetsia
- Óblast de Vólogda

## Indicadores socioeconómicos
En la zona ártica de Rusia, los salarios mensuales son bastante mayores que el estándar de Rusia, aunque la posibilidad de recibirlos íntegramente es inferior a la media. Una gran proporción de la población está empleada por el estado. El desempleo es una quinta parte mayor de lo que lo es en Rusia tomada como en conjunto.
Pese a que las condiciones climáticas son desalentadoras, la esperanza de vida de hombres y mujeres está en la media de la federación. Los jóvenes que ambicionan una educación superior tienden a abandonar la región, ya que el ratio de estudiantes respecto a la población es una quinta parte menor que la media nacional. También la expectativa de mejora en la vida es menor que el promedio ruso.